# (1280) Baillauda
(1280) Baillauda – planetoida z grupy pasa głównego asteroid okrążająca Słońce w ciągu 6 lat i 111 dni w średniej odległości 3,41 au. Została odkryta 18 sierpnia 1933 w Observatoire Royal de Belgique w Uccle przez Eugène’a Delporte. Nazwa planetoidy pochodzi od Julesa Baillauda, francuskiego astronoma. Przed nadaniem nazwy planetoida nosiła oznaczenie tymczasowe (1280) 1933 QB.